# Summi Pontificatus
Summi Pontificatus (Latijn voor het Opperste Pontificaat) was een encycliek uitgevaardigd door paus Pius XII op 20 oktober 1939 welke tot onderwerp de eenheid van de menselijke samenleving had.
In deze eerste encycliek wees de paus op de grote fouten van die tijd, zoals racisme en culturele superioriteit, en de totalitaire staat. De encycliek zet de toon voor latere encyclieken van Pius XII. De encycliek betreurt de vernietiging van Polen, verwerpt het Molotov-Ribbentroppact en roept op tot het herstel van een onafhankelijk Polen.